# Superliga de Suiza 2015-16
La temporada 2015-16 es la 119.ª temporada de la Superliga de Suiza, la máxima categoría del fútbol profesional en Suiza. Por motivos de patrocinio la liga es llamada Raiffeisen Super League, el torneo comenzó el 18 de julio de 2015 y finalizó el 25 de mayo de 2016.
El campeón defensor del torneo es el Basel, y el torneo cuenta con la vuelta del Lugano, quien regresa luego de 14 años a la máxima división del fútbol suizo.

## Equipos participantes

### Ascensos y descensos
| Pos. | de la Superliga de Suiza 2014-15 |
| ---- | -------------------------------- |
| 10.º | FC Aarau                         |

| Pos. | de la Challenge League 2014-15 |
| ---- | ------------------------------ |
| 1.º  | FC Lugano                      |

### Equipos
| Equipo      | Ciudad   | Estadio                      | Capacidad |
| ----------- | -------- | ---------------------------- | --------- |
| Basel       | Basilea  | St. Jakob Park               | 38,512    |
| Grasshopper | Zúrich   | Letzigrund                   | 23,605    |
| Luzern      | Lucerna  | Swissporarena                | 17,500    |
| Lugano      | Lugano   | Stadio Comunale di Cornaredo | 15,000    |
| Sion        | Sion     | Stade de Tourbillon          | 16,500    |
| St. Gallen  | San Galo | AFG Arena                    | 19,694    |
| Thun        | Thun     | Arena Thun                   | 10,000    |
| Vaduz       | Vaduz    | Rheinpark Stadion            | 7,584     |
| Young Boys  | Berna    | Stade de Suisse              | 31,783    |
| Zürich      | Zúrich   | Letzigrund                   | 23,605    |

## Tabla de posiciones
- Actualización final el 25 de mayo de 2016.[2]

| ---             | Pos. | Equipos     | PJ | PG | PE | PP | GF | GC | Dif. | Pts. |
| --------------- | ---- | ----------- | -- | -- | -- | -- | -- | -- | ---- | ---- |
|                 | 1.   | Basel (C)   | 36 | 26 | 5  | 5  | 88 | 38 | +50  | 83   |
| Clasifica a UCL | 2.   | Young Boys  | 36 | 20 | 9  | 7  | 78 | 47 | +31  | 69   |
| Clasifica a UEL | 3.   | Sion        | 36 | 15 | 9  | 12 | 59 | 50 | +9   | 54   |
| Clasifica a UEL | 4.   | Grasshopper | 36 | 15 | 8  | 13 | 65 | 53 | +12  | 53   |
|                 | 5.   | Luzern      | 36 | 10 | 11 | 15 | 45 | 54 | -9   | 51   |
|                 | 6.   | Thun        | 36 | 14 | 8  | 14 | 52 | 49 | +3   | 50   |
|                 | 7.   | St. Gallen  | 36 | 10 | 8  | 18 | 41 | 66 | -25  | 38   |
| Clasifica a UEL | 8.   | Vaduz       | 36 | 7  | 15 | 14 | 44 | 60 | -16  | 36   |
|                 | 9.   | Lugano      | 36 | 9  | 8  | 19 | 46 | 75 | -29  | 35   |
| Descendió       | 10.  | Zürich      | 36 | 7  | 13 | 16 | 48 | 71 | -23  | 34   |

|  | Campeón y clasificado a la fase de grupos de la Liga de Campeones de la UEFA 2016-17. |
|  | Clasificado a la tercera fase previa de la Liga de Campeones de la UEFA 2016-17.      |
|  | Clasificado a la Liga Europea de la UEFA 2016-17.                                     |
|  | Descendió a la Challenge League 2016/17.                                              |

## Goleadores
| Jugador          | Equipo      | Goles |
| ---------------- | ----------- | ----- |
| Moanes Dabour    | Grasshopper | 19    |
| Guillaume Hoarau | Young Boys  | 17    |
| Marc Janko       | Basel       | 16    |
| Caio Alves       | Grasshopper | 13    |
| Marco Schneuwly  | Lucerna     | 13    |
| Yoric Ravet      | Grasshopper | 13    |
| Armando Sadiku   | Vaduz       | 12    |
| Shani Tarashaj   | Grasshopper | 11    |
| Ridge Munsy      | Thun        | 11    |
| Danijel Aleksić  | St. Gallen  | 11    |

## Challenge League
La Challenge League es la segunda categoría del fútbol en Suiza. En la edición 2015-16, el Lausanne Sport obtuvo el único ascenso a la Superliga.
- Actualización final el 27 de mayo de 2016.

| --- | Pos. | Equipos         | PJ | PG | PE | PP | GF | GC | DIF | PTS |
| --- | ---- | --------------- | -- | -- | -- | -- | -- | -- | --- | --- |
|     | 1.   | Lausanne Sport  | 34 | 19 | 8  | 7  | 61 | 39 | +22 | 65  |
|     | 2.   | Neuchatel Xamax | 34 | 15 | 9  | 10 | 53 | 42 | +11 | 54  |
|     | 3.   | FC Wil          | 34 | 14 | 11 | 9  | 60 | 49 | +11 | 53  |
|     | 4.   | FC Aarau        | 34 | 12 | 14 | 8  | 44 | 39 | +5  | 50  |
|     | 5.   | FC Schaffhausen | 34 | 14 | 5  | 15 | 43 | 45 | -2  | 47  |
|     | 6.   | FC Winterthur   | 34 | 12 | 7  | 15 | 40 | 49 | -9  | 43  |
|     | 7.   | FC Chiasso      | 34 | 7  | 16 | 11 | 39 | 44 | -5  | 37  |
|     | 8.   | FC Wohlen       | 34 | 9  | 9  | 16 | 35 | 52 | -17 | 36  |
|     | 9.   | FC Le Mont      | 34 | 7  | 11 | 16 | 36 | 50 | -14 | 32  |
|     | 10.  | FC Biel-Bienne  | 18 | 5  | 6  | 7  | 28 | 30 | -2  | 16  |

(a) A FC Biel-Bienne se le restó un punto por violación de licencias. El 22 de abril se le dedujeron cuatro puntos más. El 27 de abril el comité de licencias de la Liga de Fútbol le despojo al Biel-Bienne de su licencia profesional.

|  | Ascendido a la Superliga de Suiza 2016-17 |
|  | Descendido a la 1. Liga Promotion 2016-17 |